# 傛華
傛華，又作容華，是中國、越南帝王妃嬪称号。漢朝始設。

## 中國
汉武帝时始設，视真二千石，比大上造。曹操为魏王时，设置为王后以下第四等，魏明帝太和年间定为视真二千石。晋武帝以容华为九嫔之一，在婕妤之下，视九卿。南朝宋泰始三年（467年），改为五职，次于九嫔。齐高帝建元元年（479年），又列为九嫔，陈文帝天嘉年间入五职。十六国后赵石勒设容華，位视男爵，无定员。

## 越南
後黎朝後黎朝黎聖宗設傛華，為六職（婕妤、傛華、宣榮、才人、良人、美人）之一，位次三妃、九嬪。莫朝撤銷。黎中興朝時再恢復後黎朝制度，也設有傛華。